# Dulce de leche

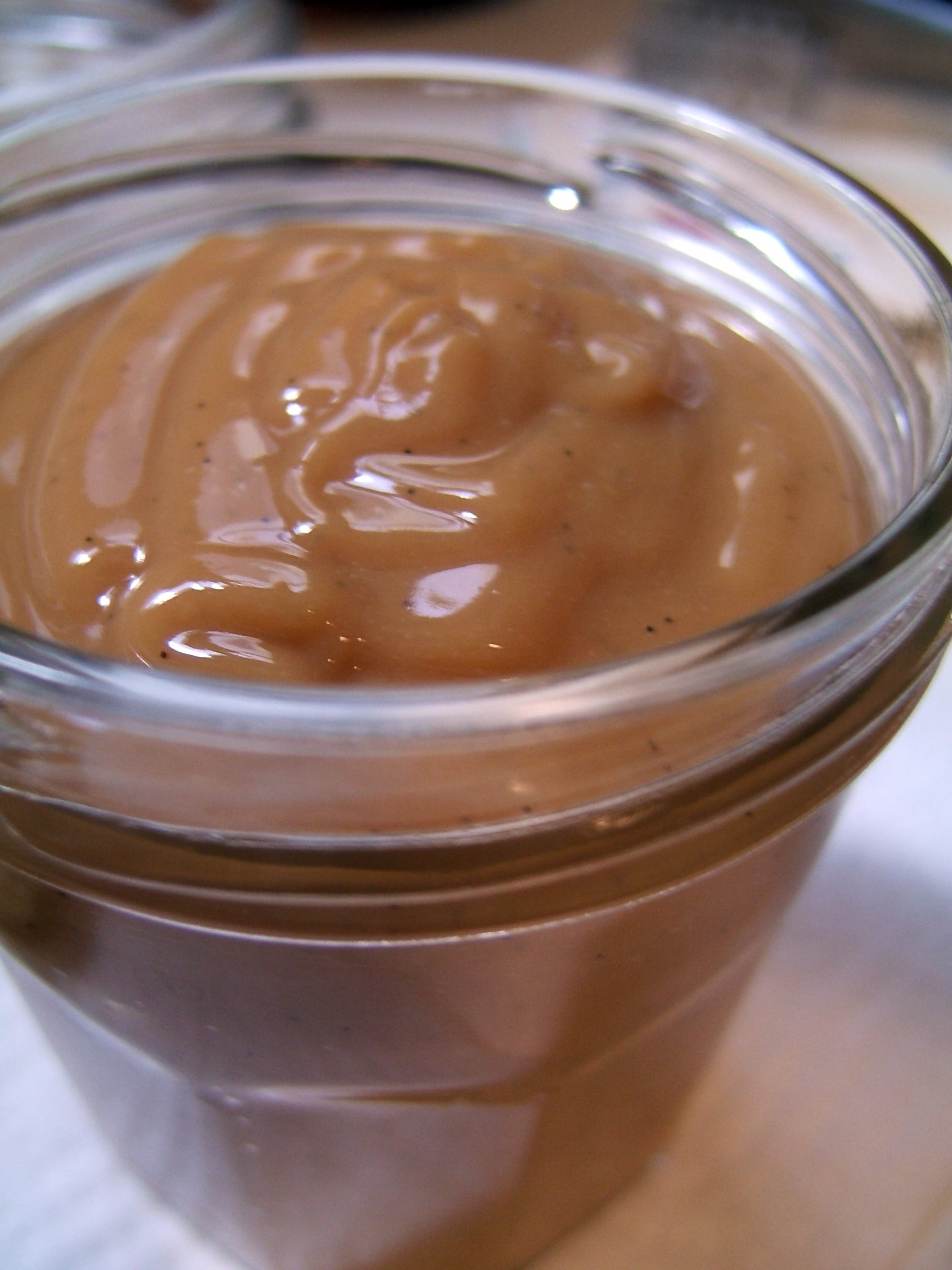
Dulce de leche

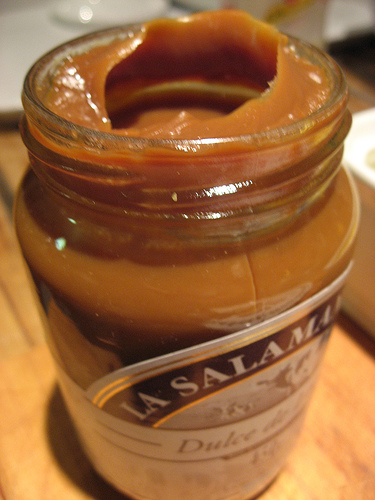
Dulce de leche in een pot

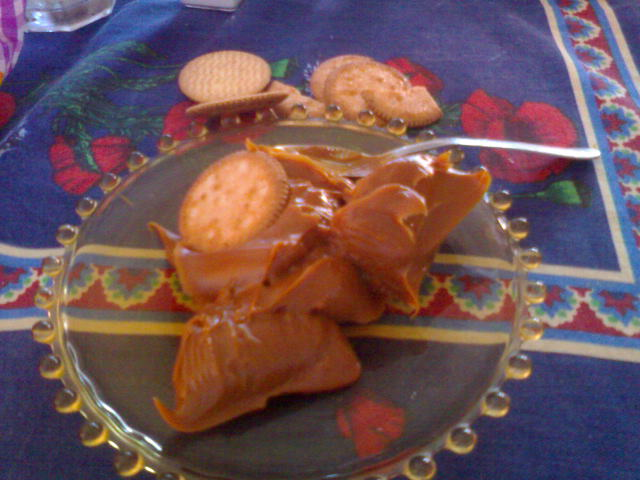
Dulce de leche met koekjes

Dulce de leche (Spaans; vertaling: melkzoet) is een karamelpasta die bekend is in grote delen van Latijns-Amerika (Argentinië, Chili, zuidelijk Brazilië, Paraguay, Uruguay, Venezuela, Bolivia, Colombia, Ecuador, Mexico, Peru en de Dominicaanse Republiek).

## Namen in verschillende landen
- arequipe: in Colombia en Venezuela
- cajeta: in Mexico en Centraal-Amerika
- confiture de lait: in Frankrijk
- cremita de leche: in Cuba
- doce de leite: in Brazilië en Portugal
- dulce de leche: in Argentinië, Dominicaanse Republiek, Paraguay, Spanje en Uruguay
- majablanco: in Bolivia
- manjar: in Chili en Ecuador
- manjar blanco: in Panama
- manjarblanco: in Peru

## Gebruik
Dulce de leche wordt vooral gebruikt voor op brood, maar wordt ook veel verwerkt in taarten, koeken (alfajores de maizena), koffie, puddingen en ijs. De combinatie met chocolade is zeer populair. Verder wordt het vaak als nagerecht gegeten, puur of samen met biscuitjes.
Dulce de leche is populair en veelgebruikt in heel Latijns-Amerika. Maar in Argentinië wordt het meeste verkocht en geconsumeerd.

## Samenstelling
Dulce de leche bestaat uit melk, suiker en bakpoeder (soms met toevoeging van vanille), wat lang en langzaam gekookt wordt.
Ook ontstaat er na 3 uur koken van een gesloten blik gecondenseerde melk de pasta dulce de leche.